# قصر تينزولين
قصر تينزولين هو قصرٌ (قريةٌ محصنة) في المغرب، يقعُ في منطقة تينزولين.  بني هذا القصر بتقنية التربة المدكوكة، حيثُ استعمل فيه الطين. تبلغ مساحته 4.10 هكتار.